# Baird Island
Baird Island är en ö i Australien. Den ligger i delstaten Queensland, omkring 2 000 kilometer nordväst om delstatshuvudstaden Brisbane. Baird Island ligger tillsammans med Beesley Island på revet Beesley-Baird Reef.